# Epinephelinae
Az Epinephelinae a sugarasúszójú halak (Actinopterygii) osztályának sügéralakúak (Perciformes) rendjébe, ezen belül a fűrészfogú sügérfélék (Serranidae) családjába tartozó alcsalád.
Az Epinephelinae nevű halalcsaládba 20 élő nem és 156 élő faj tartozik.

## Rendszerezés
Az alcsaládba az alábbi 20 halnem tartozik:
- Aethaloperca Fowler, 1904 - 1 faj
  - Aethaloperca rogaa (Forsskål, 1775)
- Alphestes Bloch & Schneider, 1801 - 3 faj
- Anyperodon Günther, 1859 - 1 faj
  - Anyperodon leucogrammicus (Valenciennes, 1828)
- Aulacocephalus Temminck & Schlegel, 1843 - 1 faj
  - Aulacocephalus temminckii Bleeker, 1855
- Cephalopholis Bloch & Schneider, 1801 - 24 faj
- Cromileptes Swainson, 1839 - 1 faj
  - Cromileptes altivelis (Valenciennes, 1828)
- Dermatolepis Gill, 1861 - 3 faj
- Epinephelides Ogilby, 1899 - 1 faj
  - Epinephelides armatus (Castelnau, 1875)
- Epinephelus Bloch, 1793 - 87 faj
- Gonioplectrus Gill, 1862 - 1 faj
  - Gonioplectrus hispanus (Cuvier, 1828)
- Gracila Randall, 1964 - 1 faj
  - Gracila albomarginata (Fowler & Bean, 1930)
- Grammistops Schultz in Schultz et al., 1953 - 1 faj
  - Grammistops ocellatus Schultz, 1953
- Mycteroperca Gill, 1862 - 15 faj
- Niphon Cuvier in Cuvier & Valenciennes, 1828 - 1 faj
  - Niphon spinosus Cuvier, 1828
- Paranthias Guichenot, 1868 - 2 faj
- Plectropomus Oken, 1817 - 7 faj
- Pogonoperca Günther, 1859 - 2 faj
- Saloptia Smith, 1964 - 1 faj
  - Saloptia powelli Smith, 1964
- Triso Randall, Johnson & Lowe, 1989 - 1 faj
  - Triso dermopterus (Temminck & Schlegel, 1842)
- Variola Swainson, 1839 - 2 faj